# Lucéram
Lucéram (in italiano: Lucerame, desueto) è un comune francese di 1 269 abitanti situato nel dipartimento delle Alpi Marittime della regione della Provenza-Alpi-Costa Azzurra.

## Geografia
Lucéram sorge su uno sperone roccioso nell'alta valle del Paglione, a 27 km a nord-est di Nizza.

## Monumenti e luoghi d'interesse
- Chiesa di Santa Margherita, costruita nel XV secolo e restaurata nel XVIII secolo. Al suo interno sono conservate cinque pale d'altare del pittore nizzardo Ludovico Brea.

## Società

### Evoluzione demografica
Abitanti censiti